# Тишинский, Вацлав Янович
Вацлав Янович Тишинский — советский военный деятель, полковник, командир 237-й стрелковой дивизии.

## Биография

### Начальная биография
Вацлав Янович Тишинский родился в г. Новые Троки (ныне Тракай) Виленской губернии в 1899 году.

### В Гражданскую войну
В рядах Красной Армии с 1918 года. Сформировав из команды парохода «Иван» отряд, участвовал в боях с английскими войсками и белогвардейцами  под Архангельском. В конце июля отряд влился в регулярные части РККА.
В 1919-1920 гг. командиром эскадрона 1-го Симбирского советского рабочего полка воевал на Восточном фронте.В марте 1920 года. В. Я. Тишинский приступил к учебе  в Высшей военной школе (г. Ташкент), но в июне того же года он был откомандирован для формирования 1-й Польской Красной армии на территории Челябинской области, где назначен командиром 1-го эскадрона 1-го польского кавалерийского полка.
В 1921 году, после принятия решения о расформировании 1-й Польской Красной армии, Тишинский был назначен оперативным адъютантом и начальником штаба войск Курганско-Кургамышского района.
После этого направлен для продолжения учебы в Киевскую высшую военную школу, по ее окончании назначен на должность для поручений при инспекторе кавалерии КВО, затем был членом Киевской окружной аттестационной комиссии.

### В межвоенное время
С 1921 по 1930 год проходил службу в различных кавалерийских частях на должностях: командира эскадрона, начальника полковой школы, начальника штаба полка и командира кавалерйского полка.
В 1930 году в должности исполняющего дела начальника штаба 1-го Туркменского кавалерийского полка участвовал в ликвидации басмачества в Туркмении, за что был награжден именным оружием и золотыми часами от наркома обороны СССР.
С 1932 г. проходил службу в Среднеазиатском военном округе в должностях начальника штаба 4-й и 6-й горно-кавалерийских дивизий.
Имел альпинистскую подготовку, был начальником высокогорного военного лагеря СаВО в горах Памира. Зимой 1935-1936 гг. участвовал в выполнении правительственного задания по спасению населения районов Памира, отрезанных снежными завалами, доставив через горные перевалы автоколонну с продовольствием в качестве заместителя О. И. Городовикова по походу, возглавлял оперативный штаб колонны
С июня 1938 г. находился под следствием органов НКВД, в мае 1939 г. освобожден в связи с прекращением дела и назначен преподавателем тактики Ташкентских КУКС. С февраля  по сентябрь 1940 года  в должности исполняющего  дела помощника начальника учебного отдела Борисовского кавалерийского училища Западного военного округа, после чего н был переведен в Инспекцию кавалерии Красной армии на должность инспектора.

### В Великую Отечественную войну
В начале Великой Отечественной войны в  должности инспектора Инспекцию кавалерии Красной армии.15 июля назначен командиром 237-й стрелковой дивизии, которая в составе 16-го стрелкового корпуса 11-й армии, затем сформированной на его базе Новгородской армейской оперативной группы вела тяжелые оборонительные бои в районе Новгорода.
Во второй половине июля дивизия под его командованием совместно с частями 70-й и 183-й стрелковых, 21-й танковой дивизий участвовала во фронтовом контрударе под Сольцами. В ходе его было нанесено поражение соединениям и частям 56-го танкового корпуса генерала Э. Манштейна. В начале августа части дивизии вели ожесточенные бои с немецкой дивизией СС «Мертвая голова», в ходе которых противник понес большие потери. Об этом успехе дивизии было вечернее сообщение Совинформбюро 6 августа 1941 г., затем 8 августа появилась статья в газете «Правда». В августе 1941 г. дивизия вела тяжелые оборонительные бои на новгородском направлении в составе 48-й армии, сформированной на базе Новгородской армейской оперативной группы. В ходе этих боев она попала в окружение, при выходе из которого 19 августа 1941 года при артиллерийском обстреле возле деревни  Люболяды командуя боем арьергарда дивизии,прикрывавшего переправу дивизии через реку Лугу полковник В. Я. Тишинский погиб .
Похоронен в братской могиле у деревни Люболяды.

## Награды
- Юбилейная медаль «XX лет Рабоче-Крестьянской Красной Армии»